# Centre Eulalienc
Centre Eulalienc és una entitat recreativa de Nou Barris (Barcelona), fundada el 26 de juliol de 1903 i coneguda com el casinet. La seu és al carrer Amílcar número 35.
Fou fundat com Casino Auxiliar Eulaliense. El seu objectiu inicial era el socors mutu entre els associats en cas de malaltia, treballar a favor dels interessos del col·lectiu humà de la barriada i procurar diversió, esbarjo i actes culturals a socis i familiars. Des del 1920 també disposa d'una biblioteca. Es finança amb les quotes dels socis, l'organització de diverses activitats com balls i la festa major, i el lloguer de les seves sales. El 2008 va rebre la Medalla d'Honor de Barcelona.